# Divisões administrativas de Moscou
Moscovo é o centro do poder da Rússia. No centro de Moscovo, designado de Okrug Central Administrativo, está localizado o Kremlin. Dentro dele está a residência oficial do Presidente da Rússia bem como muitos quartéis militares. Dentro dele também está o centro militar de Moscovo.
A cidade possui quase todos as representações estrangeiras (embaixadas) da Rússia, ou seja, a esmagadora maioria das embaixadas estrangeiras localizam-se em Moscovo, tornando-a uma cidade muito diplomática.
A cidade de Moscovo é governada por um presidente. O atual é  Vladimir Putin.
Moscovo é dividida em dez Okrugs administrativos e em 124 distritos administrativos (muito similar a Viena).
Todos os okrugs possuem o seu brasão, bandeira e políticos elegidos por voto. E mais, praticamente todos os Okrugs possuem a sua estação de televisão.

## Distrito administrativo de Zelenograd
| Nome                                                                       | População*                             | Fotos |
| -------------------------------------------------------------------------- | -------------------------------------- | ----- |
| Distrito administrativo de Zelenograd (город Зеленоград, Gorod Zelenograd) | 215.727                                |       |
| Distritos:                                                                 |                                        |       |
| Kryukovo (Крюково)                                                         | 73.481                                 |       |
| Matushkino (Матушкино)                                                     | (*) Matushkino-Savyolki foi dividido   |       |
| Savyolki (Савёлки)                                                         | (*) Matushkino-Savyolki foi dividido   |       |
| Silino (Си́лино)                                                            | (*) Panfilovsky foi incluído em Silino |       |
| Staroye Kryukovo (Ста́рое Крю́ково)                                          | (*)                                    |       |

## Distrito administrativo do norte
| Nome                                                                                              | População* | Fotos |
| ------------------------------------------------------------------------------------------------- | ---------- | ----- |
| Distrito administrativo do norte (Северный административный округ, Severny administrativny okrug) | 1.112.846  |       |
| Distritos:                                                                                        |            |       |
| Aeroport (Аэропорт)                                                                               | 74.775     |       |
| Begovoy (Беговой)                                                                                 | 44.385     |       |
| Beskudnikovsky (Бескудниковский)                                                                  | 74.790     |       |
| Dmitrovsky (Дмитровский)                                                                          | 88.931     |       |
| Golovinsky (Головинский)                                                                          | 102.160    |       |
| Khoroshevsky (Хорошевский)                                                                        | 55.949     |       |
| Khovrino (Ховрино)                                                                                | 79.092     |       |
| Koptevo (Коптево)                                                                                 | 97.989     |       |
| Levoberezhny (Левобережный)                                                                       | 51.309     |       |
| Molzhaninovsky (Молжаниновский)                                                                   | 2.929      |       |
| Savyolovsky (Савёловский)                                                                         | 57.814     |       |
| Sokol (Сокол)                                                                                     | 57.317     |       |
| Timiryazevsky (Тимирязевский)                                                                     | 84.098     |       |
| Vostochnoye Degunino (Восточное Дегунино)                                                         | 97.083     |       |
| Voykovsky (Войковский)                                                                            | 67.470     |       |
| Zapadnoye Degunino (Западное Дегунино)                                                            | 76.756     |       |

## Distrito administrativo do nordeste
| Nome | População* | Fotos |
| --- | ---------- | ----- |
| Distrito administrativo do nordeste (Северо-Восточный административный округ, Severo-Vostochny administrativny okrug) | 1.240.062  |       |
| Distritos |            |       |
| Alexeyevsky (Алексеевский)                                                                                            | 73.429     |       |
| Altufyevsky (Алтуфьевский)                                                                                            | 50.091     |       |
| Babushkinsky (Бабушкинский)                                                                                           | 77.491     |       |
| Bibirevo (Бибирево)                                                                                                   | 151.334    |       |
| Butyrsky (Бутырский)                                                                                                  | 60.922     |       |
| Lianozovo (Лианозово)                                                                                                 | 76.465     |       |
| Losinoostrovsky (Лосиноостровский)                                                                                    | 72.640     |       |
| Marfino (Марфино) | 23.971     |       |
| Maryina Roshcha (Марьина Роща)                                                                                        | 60.194     |       |
| Ostankinsky (Останкинский)                                                                                            | 57.707     |       |
| Otradnoye (Отрадное)                                                                                                  | 168.972    |       |
| Rostokino (Ростокино)                                                                                                 | 35.134     |       |
| Severnoye Medvedkovo (Северное Медведково)                                                                            | 111.804    |       |
| Severny (Северный) | 9.629      |       |
| Sviblovo (Свиблово)                                                                                                   | 52.824     |       |
| Yaroslavsky (Ярославский)                                                                                             | 84.739     |       |
| Yuzhnoye Medvedkovo (Южное Медведково)                                                                                | 72.716     |       |

## Distrito administrativo do noroeste
| Nome | População* | Fotos |
| --- | ---------- | ----- |
| Distrito administrativo do noroeste (Северо-Западный административный округ, Severo-Zapadny administrativny okrug) | 779.965    |       |
| Distritos: |            |       |
| Khoroshyovo-Mnyovniki (Хорошёво-Мнёвники)                                                                          | 146.968    |       |
| Kurkino (Куркино)                                                                                                  | 2.339      |       |
| Mitino (Митино) | 138.371    |       |
| Pokrovskoye-Streshnevo (Покровское-Стрешнево)                                                                      | 46.707     |       |
| Severnoye Tushino (Северное Тушино)                                                                                | 138.533    |       |
| Shchukino (Щукино)                                                                                                 | 89.454     |       |
| Strogino (Строгино)                                                                                                | 124.149    |       |
| Yuzhnoye Tushino (Южное Тушино)                                                                                    | 93.444     |       |

## Distrito administrativo central
| Nome                                                                                                   | População*                  | Fotos |
| --- | --------------------------- | ----- |
| Distrito administrativo central (Центральный административный округ, Tsentralny administrativny okrug) | 701.353                     |       |
| Distritos:                                                                                             |                             |       |
| Arbat (Арбат)                                                                                          | 25.699                      |       |
| Basmanny (Басманный)                                                                                   | 100.899                     |       |
| Khamovniki (Хамовники)                                                                                 | 97.110                      |       |
| Kitai-Gorod (Китай-Город)                                                                              | Não tem dados populacionais |       |
| Krasnoselsky (Красносельский)                                                                          | 45.229                      |       |
| Meshchansky (Мещанский)                                                                                | 56.077                      |       |
| Presnensky (Пресненский)                                                                               | 116.979                     |       |
| Tagansky (Таганский)                                                                                   | 109.993                     |       |
| Tverskoy (Тверской)                                                                                    | 75.955                      |       |
| Yakimanka (Якиманка)                                                                                   | 22.822                      |       |
| Zamoskvorechye (Замоскворечье)                                                                         | 50.590                      |       |

## Distrito administrativo do leste
| Nome                                                                                                 | População* |  |
| --- | ---------- |  |
| Distrito administrativo do leste (Восточный административный округ, Vostochny administrativny okrug) | 1.394.497  |  |
| Distritos:                                                                                           |            |  |
| Bogorodskoye (Богородское)                                                                           | 98.602     |  |
| Golyanovo (Гольяново)                                                                                | 159.147    |  |
| Ivanovskoye (Ивановское)                                                                             | 127.905    |  |
| Izmaylovo (Измайлово)                                                                                | 110.099    |  |
| Kosino-Ukhtomsky (Косино-Ухтомский)                                                                  | 16.917     |  |
| Metrogorodok (Метрогородок)                                                                          | 37.283     |  |
| Novogireyevo (Новогиреево)                                                                           | 95.183     |  |
| Novokosino (Новокосино)                                                                              | 97.927     |  |
| Perovo (Перово)                                                                                      | 135.095    |  |
| Preobrazhenskoye (Преображенское)                                                                    | 80.827     |  |
| Severnoye Izmaylovo (Северное Измайлово)                                                             | 80.785     |  |
| Sokolinaya Gora (Соколиная Гора)                                                                     | 85.056     |  |
| Sokolniki (Сокольники)                                                                               | 54.975     |  |
| Veshnyaki (Вешняки)                                                                                  | 126.546    |  |
| Vostochnoye Izmaylovo (Восточное Измайлово)                                                          | 75.450     |  |
| Vostochny Settlement (посёлок Восточный)                                                             | 12.700     |  |

## Distrito administrativo do sul
| Nome                                                                                        | População* |  |
| ------------------------------------------------------------------------------------------- | ---------- |  |
| Distrito administrativo do sul (Южный административный округ, Yuzhny administrativny okrug) | 1.593.065  |  |
| Distritos:                                                                                  |            |  |
| Biryulyovo Vostochnoye (Бирюлёво Восточное)                                                 | 129.700    |  |
| Biryulyovo Zapadnoye (Бирюлёво Западное)                                                    | 83.303     |  |
| Brateyevo (Братеево)                                                                        | 94.644     |  |
| Chertanovo Severnoye (Чертаново Северное)                                                   | 104.613    |  |
| Chertanovo Tsentralnoye (Чертаново Центральное)                                             | 104.042    |  |
| Chertanovo Yuzhnoye (Чертаново Южное)                                                       | 133.008    |  |
| Danilovsky (Даниловский)                                                                    | 90.265     |  |
| Donskoy (Донской)                                                                           | 45.477     |  |
| Moskvorechye-Saburovo (Москворечье-Сабурово)                                                | 67.257     |  |
| Nagatino-Sadovniki (Нагатино-Садовники)                                                     | 69.031     |  |
| Nagatinsky Zaton (Нагатинский Затон)                                                        | 105.948    |  |
| Nagorny (Нагорный)                                                                          | 69.535     |  |
| Orekhovo-Borisovo Severnoye (Орехово-Борисово Северное)                                     | 121.402    |  |
| Orekhovo-Borisovo Yuzhnoye (Орехово-Борисово Южное)                                         | 137.965    |  |
| Tsaritsyno (Царицыно)                                                                       | 115.708    |  |
| Zyablikovo (Зябликово)                                                                      | 121.197    |  |

## Distrito administrativo do sudeste
| Nome | População* |  |
| --- | ---------- |  |
| Distrito administrativo do sudeste (Юго-Восточный административный округ, Yugo-Vostochny administrativny okrug) | 1.116.924  |  |
| Distritos: |            |  |
| Kapotnya (Капотня)                                                                                              | 27.828     |  |
| Kuzminki (Кузьминки)                                                                                            | 122.951    |  |
| Lefortovo (Лефортово)                                                                                           | 87.560     |  |
| Lyublino (Люблино)                                                                                              | 132.331    |  |
| Maryino (Марьино)                                                                                               | 206.388    |  |
| Nekrasovka Settlement (посёлок Некрасовка)                                                                      | 7.803      |  |
| Nizhegorodsky (Нижегородский)                                                                                   | 38.756     |  |
| Pechatniki (Печатники)                                                                                          | 71.383     |  |
| Ryazansky (Рязанский)                                                                                           | 89.270     |  |
| Tekstilshchiki (Текстильщики)                                                                                   | 87.849     |  |
| Vykhino-Zhulyobino (Выхино-Жулёбино)                                                                            | 184.749    |  |
| Yuzhnoportovy (Южнопортовый)                                                                                    | 60.056     |  |

## Distrito administrativo do sudoeste
| Nome | População* |  |
| --- | ---------- |  |
| Distrito administrativo do sudoeste (Юго-Западный административный округ, Yugo-Zapadny administrativny okrug) | 1.116.924  |  |
| Distritos: |            |  |
| Akademichesky (Академический)                                                                                 | 96.172     |  |
| Cheryomushki (Черёмушки)                                                                                      | 89.264     |  |
| Gagarinsky (Гагаринский)                                                                                      | 72.072     |  |
| Konkovo (Коньково)                                                                                            | 138.757    |  |
| Kotlovka (Котловка)                                                                                           | 58.666     |  |
| Lomonosovsky (Ломоносовский)                                                                                  | 81.851     |  |
| Obruchevsky (Обручевский)                                                                                     | 63.484     |  |
| Severnoye Butovo (Северное Бутово)                                                                            | 75.045     |  |
| Tyoply Stan (Тёплый Стан)                                                                                     | 112.733    |  |
| Yasenevo (Ясенево)                                                                                            | 174.236    |  |
| Yuzhnoye Butovo (Южное Бутово)                                                                                | 105.212    |  |
| Zyuzino (Зюзино)                                                                                              | 111.719    |  |

## Distrito administrativo do oeste
| Nome                                                                                              | População* | Fotos |
| ------------------------------------------------------------------------------------------------- | ---------- | ----- |
| Distrito administrativo do oeste (Западный административный округ, Zapadny administrativny okrug) | 1.049.104  |       |
| Distritos:                                                                                        |            |       |
| Dorogomilovo (Дорогомилово)                                                                       | 59.732     |       |
| Filyovsky Park (Филёвский Парк)                                                                   | 66.775     |       |
| Fili-Davydkovo (Фили-Давыдково)                                                                   | 92.965     |       |
| Krylatskoye (Крылатское)                                                                          | 76.261     |       |
| Kuntsevo (Кунцево)                                                                                | 125.100    |       |
| Mozhaysky (Можайский)                                                                             | 109.248    |       |
| Novo-Peredelkino (Ново-Переделкино)                                                               | 86.755     |       |
| Ochakovo-Matveyevskoye (Очаково-Матвеевское)                                                      | 90.576     |       |
| Prospekt Vernadskogo (Проспект Вернандского)                                                      | 56.564     |       |
| Ramenki (Раменки)                                                                                 | 101.485    |       |
| Solntsevo (Солнцево)                                                                              | 85.642     |       |
| Troparyovo-Nikulino (Тропарёво-Никулино)                                                          | 77.901     |       |
| Vnukovo (посёлок Внуково)                                                                         | 20.100     |       |

## Distrito administrativo de Novomoskovski
| Nome | População* | Fotos |
| --- | ---------- | ----- |
| Distrito administrativo de Novomoskovski (Новомосковский административный округ, Novomoskovsky administrativny okrug) |            |       |
| Distritos: |            |       |
| Vnukovskoye (Внуковское)                                                                                              |            |       |
| Voskresenskoye (Воскресенское)                                                                                        |            |       |
| Desyonovskoye (Десёновское)                                                                                           |            |       |
| Kokoshkino (Кокошкино)                                                                                                |            |       |
| Marushkinskoye (Марушкинское)                                                                                         |            |       |
| Moskovsky (Московский)                                                                                                |            |       |
| Mosrentgen («Мосрентген»)                                                                                             |            |       |
| Ryazanovskoye (Рязановское)                                                                                           |            |       |
| Sosenskoye (Сосенское)                                                                                                |            |       |
| Filimonkovskoye (Филимонковское)                                                                                      |            |       |
| Shcherbinka (Щербинка)                                                                                                |            |       |

## Distrito administrativo de Troitsky
| Nome                                                                                                  | População* | Fotos |
| --- | ---------- | ----- |
| Distrito administrativo de Troitsky (Троицкий административный округ, Troitsky administrativny okrug) |            |       |
| Distritos:                                                                                            |            |       |
| Troitsk (Троицк)                                                                                      |            |       |
| Kiyevsky (Киевский)                                                                                   |            |       |
| Klenovskoye (Клёновское)                                                                              |            |       |
| Krasnopakhorskoye (Краснопахорское)                                                                   |            |       |
| Mikhaylovo-Yartsevskoye (Михайлово-Ярцевское)                                                         |            |       |
| Novofyodorovskoye (Новофёдоровское)                                                                   |            |       |
| Pervomayskoye (Первомайское)                                                                          |            |       |
| Rogovskoye (Роговское)                                                                                |            |       |
| Shchapovskoye (Щаповское)                                                                             |            |       |
| Voronovskoye (Вороновское)                                                                            |            |       |

Os dados populacionais são de 2022